# Bahrenhof
Bahrenhof ist eine Gemeinde im Kreis Segeberg in Schleswig-Holstein. Die Gemeinde hat keine weiteren Ortsteile.

## Geografie und Verkehr
Bahrenhof ist eine Streusiedlung etwa 8 km südöstlich von Bad Segeberg und etwa 10 km nördlich von Bad Oldesloe in ländlicher Umgebung. Westlich verläuft die Bundesautobahn 21 von Bad Segeberg nach Bad Oldesloe, nördlich die Bundesstraße 206 von Bad Segeberg nach Lübeck. Die Bahnstrecke Neumünster-Bad Oldesloe verläuft über Gemeindegebiet. Der Bahnhof Wakendorf I befindet sich in unmittelbarer Nähe von Bahrenhof, der Bahnhof Altengörs nördlich des Gemeindegebiets.

## Geschichte
Die erste urkundliche Erwähnung von Bahrenhof erfolgte 1640. Bahrenhof bedeutet so viel wie „Zum baren oder wüsten Hof“. Der Ort Bahrenhof entstand aus einem Vorwerk des Klosters Reinfeld, das im Jahr 1746 parzelliert wurde. Vom 1. April 1937 bis zum 31. März 1951 gehörte Bahrenhof zur Gemeinde Bühnsdorf.

## Politik

### Gemeindevertretung
Bei der Kommunalwahl 2023 errang die Kommunale Wählergemeinschaft Bahrendorf erneut alle neun Sitze in der Gemeindevertretung. Die Wahlbeteiligung betrug 53,0 Prozent.

## Wirtschaft
Das Gemeindegebiet ist überwiegend landwirtschaftlich geprägt, verfügt jedoch auch über weitläufige Waldflächen. Größter Arbeitgeber ist die Werkgemeinschaft Bahrenhof, eine Einrichtung für Schwerbehinderte, die seit 1982 im ehemaligen Gut Barenhof untergebracht ist und von einem privaten Verein getragen wird.